# Chemistry Letters
Chemistry Letters（ケミストリー・レターズ、略称 Chem. Lett.、CL）は日本化学会によって発行される、英文の学術論文誌である。日本化学会速報誌とも呼ばれる。理論化学、物理化学、無機化学、分析化学、有機化学、生化学、応用化学、材料化学の分野で Highlight Review（総説）、Letter（報文） を発表している。印刷版およびオンライン版の両方が発行されている。インパクトファクターは1.23である（2014年）。